# نورسهات بازييف
نورسهات بازييف (مواليد 22 أكتوبر 1992) هو ملاكم تركمانستاني، مثّل بلاده في الألعاب الأولمبية الصيفية 2012.

## روابط خارجية
نورسهات بازييف على موقع أوليمبيديا (الإنجليزية)